# Дмитриевка (Чуйская область)
Дмитриевка (кирг. Дмитриевка) — село в Кыргызстане Ысык-Атинского района Чуйской области. Центр Джээкского аильного округа.
Находится на высоте 735 метров над уровнем моря. Расположено рядом с дорогой Бишкек-Каракол — Кант, в 7,5 км от районного центра г. Канта, в 17 км от с. Новопокровки, около 36 км от Токмака и 45,5 км от Бишкека.
Население по переписи 2009 г. — 3 081 человек.
Почтовый код с. Дмитриевка — 725005.